# Приморський район (Запорізька область)
Примо́рський райо́н —колишній район України у південній частині Запорізької області на узбережжі Азовського моря. Районний центр: місто Приморськ. Населення становило 30 тис осіб (2017). Площа району становила— 1400 км². Утворено 1923 року.
17 липня 2020 року було ліквідовано внаслідок адміністративно-територіальної реформи

## Географія

### Розташування
На півночі межував з Чернігівським, на заході — з Приазовським, на сході — з Бердянським районом. Південні кордони району омиваються водами Азовського моря, довжина узбережжя якого в межах району близько 60 км. Адміністративний центр району — місто Приморськ, яке розташоване від обласного центру міста Запоріжжя на відстані 183 км.
Адміністративно район включав в себе 31 населений пункт. На території району створено 1 міську раду та 15 сільських рад.
Територія району становила 1,4 тис. м² або 5,1 % від території області.

### Клімат
Клімат помірно-континентальний із жарким тривалим літом і короткою зимою. У холодну зимову пору сюди проникає континентальне полярне повітря, принесене північно-східними вітрами. Влітку віють західні та південно-західні вітри. Середня швидкість вітру від 4 до 6,8 м/с, але можливі і штормові вітри, особливо у осінньо-зимовий і весняний період, за рахунок сильних північно-східних і східних вітрів. Пануванням східних вітрів пояснюється значна посушливість клімату, майже безсніжні зими і жарке літо. Нерідкі суховії. Азовське море має помітний вплив на неширокий узбережній смузі та проявляється у коливанні температур у межах середньої, збільшенні швидкості вітру й вологості повітря.
Середньорічна температура повітря становить 9,6 градуса. Середня температура найхолоднішого місяця — січня — (- 4°С). У найтеплішому місяці року — липні — середня температура 23-25°С. В окремі дні в деякі роки спостерігаються різкі відхилення від середніх температур. Безморозний період триває 180—200 днів, вегетаційний період — 230—250 днів. На рік у середньому припадає 225—230 сонячних днів. Опади на території району випадають нерівномірно: у північній частині — близько 450 мм, а далі на південь їх кількість поступово змінюється: на узбережжі Азовського моря випадає не більше 350 мм, а на косі Обіточній — ще менше. Середньорічна відносна вологість — 77 %. Середня висота снігового покрову — 10 см.

### Рельєф
Територія Приморського району складається з двох геоморфологічних частин: Приазовської височини і Приазовської рівнини.
Приазовська височина являє собою головний вододіл Запорізької області. З нього беруть початок річки Дніпровської системи й Азовського басейну. Цей вододіл має вигляд рівнинного степу, але у напрямі на захід простягається таке підвищення, як Корсак-Могила, що здіймається на 35-90 метрів над рівнем моря. Північний схил Приазовської височини крутіший і вужчий, а південний — більш похилий і більш видовжений. Тривала водна ерозія розчленувала вододіл і схили підвищення та сформувала на них річкові долини, численні балки і невеликі яри. Приазовська височина на південь поступово переходить у Приазовську берегову рівнину. На узбережжі Азовського моря розвинені зсувні утворення, які представлені рядом своєрідних геоморфологічних ландшафтів по лінії Бердянськ-Приморськ-Приазов'я. Крім ерозійних і зсувних явищ, спричинених дією наземних і підземних вод, для району характерна активна геологічна діяльність моря. Вона проявляється в інтенсивному руйнуванні берегового уступу і просування моря у бік сущі.
Помітний наступ моря на сушу обумовлюється повільним віковим опусканням Приазовської берегової рівнини. Берега Азовського моря відділені від акваторії широким лиманом. Більша частина узбережжя являє собою природні піщані, черепашкові пляжі.
Екологічна рівновага району підтримується косою Обіточна. Коса має ландшафт полинового степу з численними островами, які є місцем гніздування птахів. Близько 700 га території коси займає лісове господарство.
Коса визначена заповідником республіканського значення з метою відтворення і відновлення запасів цінних риб і орнітофауни.
Навколо заповідника відведена однокілометрова охоронна зона площею близько 8863 га, у тому числі морем — 7331 га, суходолом — 1532 га.

### Водні ресурси
Територією району течуть 10 річок, загальною довжиною 200 км.(Обитічна — 51,4 км, Лозуватка — 67,8 км, Кільтиччя — 12 км, Солона — 13 км, Чокрак — 14 км, Корсак — 12,8 км, Біленька — 5,4 км, Юшанли — 3,2 км, Шовпай — 2,2 км), з яких три впадають в Азовське море. На території району розташовано 17 ставків, загальна площа яких 48 км².
На півдні від м. Приморська розташовані озера Ногайської групи: за 3 км від Приморська розташоване озеро Лікувальне (Цілющий лиман), а з південно-західної частини від нього — озеро Солоне. В озерах та лиманах є значні поклади мінеральних грязей, які мають велике значення для розвитку курортної справи.

### Корисні копалини
Основні корисні копалини Приморського району: Балка Великого Табору — родовище польово-шпатової сировини (пегматиту) загальнодержавного значення. Родовище розробляється з 1955 року і є унікальним та єдиним в Україні. Пегматит використовується в керамічній промисловості, а також може бути сировиною для скляної, фарфорової та фаянсової промисловості. Родовище експлуатується Єлисеївським кар'єром, який належить ТОВ «Пегматит». Балансові запаси (А+В+С1)+С2 на 01.01.02 5872,6 +1557 тис. т. Площа родовища — 180 га, земельного відводу 9 га, кар'єру — 2,6 га, відвалу розкривних порід — 2,8 га. Проектна річна потужність кар'єру 22 тис. т.
Корисні копалини розташовані на території Мануйлівської сільської ради (3,3га), та природного каменю (бут). Родовища корисних копалин місцевого значення, а саме, будівельного піску, на території Єлисеївської(36,8 га) та Коларівської сільських рад (30,8 га).
Коларівське родовище будівельного каменю (мігматиту) місцевого значення. Балансові запаси на 01.01.02 року становлять 536 тис. м³. Родовище не розробляється з 1987 року.
Ногайське родовище цегельно-черепичної сировини (пісок, суглинок) місцевого значення. Балансові запаси на 01.01.02 року піску — 122 тис. м³, суглинку — 300 тис. м³. Проектна річна потужність 3,5 тис.м³ суглинку Видобуток веде ТОВ «Будівельник» для виробництва цегли на Ногайському цегельному заводі.
Петровське родовище цегельно-черепичної сировини (суглинок) місцевого значення. Балансові запаси на 01.01.02 року становлять 35 тис. м³. Розробка родовища припинена.
Приморське родовище цегельно-черепичної сировини (суглинок) місцевого значення. Балансові запаси на 01.01.02 р становлять 923 тис. м³. Розробка родовища не починалась.
Куксунгурська група залізорудних родовищ.

### Лісові ресурси
Землі держлісфонду в районі становлять 3.7 тис. га., із них природоохоронного значення — 2,4 тис. га. У сільгосппідприємствах району знаходиться 365 га багаторічних насаджень.

### Ландшафти
За фізико-географічним районуванням Запорізької області, район лежить у межах Чернігівське-Розівського фізико-географічного району Приазовської височинної області Лівобережно-Дніпровсько-Приазовського північно-степового краю Північностепової підзони, а також Токмацько-Корсацького і Примосько-Бердянського районів Західноприазовської схилові-височинної області Причорноморського середньостепового краю Середньостепової підзони Степової зони.

## Історія
Ногайський район створено 1923 року. У грудні 1925 року район реформовано, частина населених пунктів відійшла до національного Коларівського району, а інша до Бердянського.
З 1938 року село Ногайськ віднесено до селищ міського типу (смт.)
26 березня 1939 року створено Приморський район (центр смт Ногайськ), до складу якого ввійшли села: Преслав, Камишуватка, Обіточне, Підспір'я, Банівка, Борисівка, Лозанівка, Азов, Партизани, Коларівка, В'ячеславка, Маринівка, Новоолексіївка, Лозуватка, Інзівка, селище Вільне, Набережний, Новий Бит та Обіточна Коса.
У 1942—1943 роках район входить до складу Бердянського ґебіту.
З 1947 року до району приєднані села: Юр'ївка, Богородицьке, Зеленівка, Нельгівка, ст. Нельгівка, Тарасівка. Калинівка, Мануйлівка, Петрівка, Зелений Гай.
У грудні 1962 року Ногайський район перестає існувати і переходить до складу Бердянського району.
З 1964 року смт. Ногайськ перейменовано в смт. Приморське.
У січні 1965 року організовується Приморський район. До його складу входять колишні села Ногайського району (крім Тарасівки) і приєднані Райнівка, Орлівка, Єлисіївка, Єлизаветівка, ст. Єлизаветівка, Надгорне, Радолівка, Гюнівка.
05.02.1965 Указом Президії Верховної Ради Української РСР передано Ганнівську сільраду Приморського району до складу Приазовського району.
У 1967 році смт Приморське віднесено до категорії міст районного підпорядкування — утворено місто Приморськ.

## Адміністративний устрій
Адміністративно-територіально район поділяється на 1 міську раду та 15 сільських рад, які об'єднують 31 населений пункт і підпорядковані Приморській районній раді. Адміністративний центр — місто Приморськ.

## Перейменування об'єктів топоніміки
19 травня 2016 року, на підставі розпорядження № 275 голови Запорізької обласної державної адміністрації, перейменовані об'єкти топоніміки Приморського району:.
| Населений пункт | Сучасна назва        | Попередня назва         | Дата перейменування |
| --------------- | -------------------- | ----------------------- | ------------------- |
| м. Приморськ    | вулиця Абрикосова    | вулиця Леванісова       | 19 травня 2016      |
| м. Приморськ    | вулиця Банкова       | вулиця Пролетарська     | 19 травня 2016      |
| м. Приморськ    | вулиця Вербова       | вулиця Чапаєва          | 19 травня 2016      |
| м. Приморськ    | вулиця Вереснева     | вулиця Голіка           | 19 травня 2016      |
| м. Приморськ    | вулиця Дружби        | вулиця Голубенка        | 19 травня 2016      |
| м. Приморськ    | вулиця Енергетиків   | вулиця Єчіна            | 19 травня 2016      |
| м. Приморськ    | вулиця Затишна       | вулиця Кари             | 19 травня 2016      |
| м. Приморськ    | провулок Квітучий    | провулок Радгоспний     | 19 травня 2016      |
| м. Приморськ    | вулиця Малинова      | вулиця Радгоспна        | 19 травня 2016      |
| м. Приморськ    | вулиця Райдужна      | вулиця Республіки       | 19 травня 2016      |
| м. Приморськ    | вулиця Яблунева      | вулиця Жовтнева         | 19 травня 2016      |
| сел. Набережне  | вулиця Сонячна       | вулиця Дем'яна Бєдного  | 19 травня 2016      |
| сел. Подспор'є  | вулиця Весняна       | вулиця Пролетарська     | 19 травня 2016      |
| сел. Лозанівка  | вулиця Весняна       | вулиця Жовтнева         | 19 травня 2016      |
| с. Вячеславка   | вулиця Дружби        | вулиця Інтернаціональна | 19 травня 2016      |
| с. Маринівка    | провулок Короткий    | провулок Колгоспний     | 19 травня 2016      |
| с. Підгірне     | вулиця Дружби        | вулиця Пролетарська     | 19 травня 2016      |
| с. Зеленівка    | вулиця Зелена        | вулиця Радянська        | 19 травня 2016      |
| с. Зеленівка    | вулиця Святкова      | вулиця Димитрова        | 19 травня 2016      |
| с. Зеленівка    | провулок Виноградний | провулок Гайдара        | 19 травня 2016      |
| с. Інзівка      | вулиця Зарічна       | вулиця Жовтнева         | 19 травня 2016      |
| с. Калинівка    | вулиця Центральна    | вулиця Панфілова        | 19 травня 2016      |
| с. Преслав      | вулиця Патріотична   | вулиця Горького         | 19 травня 2016      |
| с. Преслав      | вулиця Сонячна       | вулиця Радянська        | 19 травня 2016      |
| с. Преслав      | вулиця Таврійська    | вулиця Пролетарська     | 19 травня 2016      |
| с. Преслав      | вулиця Центральна    | вулиця Комінтерна       | 19 травня 2016      |

## Населення
Розподіл населення за віком та статтю (2001):
| Стать | Всього | До 15 років | 15-24 | 25-44 | 45-64 | 65-85 | Понад 85 |
| --- | ------ | ----------- | ----- | ----- | ----- | ----- | -------- |
| Чоловіки | 16 444 | 3250        | 2339  | 4671  | 4348  | 1755  | 81       |
| Жінки | 18 838 | 3024        | 2161  | 4734  | 5116  | 3448  | 355      |
| \| Статево-вікова піраміда \| Статево-вікова піраміда \| Статево-вікова піраміда \| \| ----------------------- \| ----------------------- \| ----------------------- \| \| Чоловіки \| Вік \| Жінки \| \| 81 \| 85 + \| 355 \| \| 85 \| 80-84 \| 415 \| \| 358 \| 75-79 \| 862 \| \| 640 \| 70-74 \| 1250 \| \| 672 \| 65-69 \| 921 \| \| 1372 \| 60-64 \| 1746 \| \| 680 \| 55-59 \| 878 \| \| 1027 \| 50-54 \| 1210 \| \| 1269 \| 45-49 \| 1282 \| \| 1289 \| 40-44 \| 1334 \| \| 1222 \| 35-39 \| 1197 \| \| 1071 \| 30-34 \| 1113 \| \| 1089 \| 25-29 \| 1090 \| \| 1075 \| 20-24 \| 961 \| \| 1264 \| 15-20 \| 1200 \| \| 1447 \| 10-14 \| 1334 \| \| 1024 \| 5-9 \| 1004 \| \| 779 \| 0-4 \| 686 \| |        |             |       |       |       |       |          |
| Статево-вікова піраміда |        |             |       |       |       |       |          |
| Чоловіки | Вік    | Жінки       |       |       |       |       |          |
| 81 | 85 +   | 355         |       |       |       |       |          |
| 85 | 80-84  | 415         |       |       |       |       |          |
| 358 | 75-79  | 862         |       |       |       |       |          |
| 640 | 70-74  | 1250        |       |       |       |       |          |
| 672 | 65-69  | 921         |       |       |       |       |          |
| 1372 | 60-64  | 1746        |       |       |       |       |          |
| 680 | 55-59  | 878         |       |       |       |       |          |
| 1027 | 50-54  | 1210        |       |       |       |       |          |
| 1269 | 45-49  | 1282        |       |       |       |       |          |
| 1289 | 40-44  | 1334        |       |       |       |       |          |
| 1222 | 35-39  | 1197        |       |       |       |       |          |
| 1071 | 30-34  | 1113        |       |       |       |       |          |
| 1089 | 25-29  | 1090        |       |       |       |       |          |
| 1075 | 20-24  | 961         |       |       |       |       |          |
| 1264 | 15-20  | 1200        |       |       |       |       |          |
| 1447 | 10-14  | 1334        |       |       |       |       |          |
| 1024 | 5-9    | 1004        |       |       |       |       |          |
| 779 | 0-4    | 686         |       |       |       |       |          |

Етнічний склад населення району на 2001 рік був представлений наступним чином:
- українці — 52,5 %;
- болгари — 23,4 %;
- росіяни — 22,2 %;
- білоруси — 0,5 %;
- інші національності — 1,4 %[7].

Етномовний склад населених пунктів району (рідні мови населення)
|                   | українська | російська | болгарська |
| ПРИМОРСЬКИЙ РАЙОН | 32,5       | 55,2      | 12,0       |
| м. ПРИМОРСЬК      | 25,0       | 73,4      | 1,3        |
| с. КОМИШУВАТКА    | 16,0       | 81,0      | 1,5        |
| с-ще НАБЕРЕЖНЕ    | 14,8       | 78,3      | 7,0        |
| с-ще ПОДСПОР'Є    | 16,4       | 83,2      | 0,4        |
| с. БАНІВКА        | 13,6       | 42,3      | 43,8       |
| с. БОРИСІВКА      | 87,3       | 12,1      | 0,2        |
| с. АЗОВ           | 84,0       | 14,7      | -          |
| с. ЛОЗАНІВКА      | 88,6       | 11,2      | 0,2        |
| с. ВЯЧЕСЛАВКА     | 4,9        | 75,6      | 19,5       |
| с. МАРИНІВКА      | 12,8       | 36,7      | 50,3       |
| с. ГЮНІВКА        | 13,1       | 52,8      | 34,1       |
| с. РАДОЛІВКА      | 13,3       | 55,0      | 31,2       |
| с-ще ЄЛИЗАВЕТІВКА | 84,4       | 15,6      | -          |
| с. ЄЛИЗАВЕТІВКА   | 73,3       | 24,7      | 0,9        |
| с. ПІДГІРНЕ       | 88,3       | 11,7      | -          |
| с. ЄЛИСЕЇВКА      | 90,2       | 8,3       | 0,4        |
| с. ЗЕЛЕНІВКА      | 11,0       | 68,1      | 20,7       |
| с-ще НЕЛЬГІВКА    | 78,2       | 13,4      | 7,3        |
| с. НЕЛЬГІВКА      | 85,0       | 14,6      | 0,2        |
| с. ІНЗІВКА        | 11,1       | 71,8      | 16,9       |
| с. КОЛАРІВКА      | 14,1       | 58,9      | 26,9       |
| с. МАНУЙЛІВКА     | 14,4       | 43,5      | 42,0       |
| с. КАЛИНІВКА      | 65,4       | 28,4      | 6,2        |
| с. ПЕТРІВКА       | 10,4       | 28,8      | 60,5       |
| с. НОВООЛЕКСІЇВКА | 81,2       | 12,8      | 4,7        |
| с. ЛОЗУВАТКА      | 8,8        | 47,1      | 44,2       |
| с. ОРЛІВКА        | 9,6        | 87,8      | 1,6        |
| с. РАЙНІВКА       | 9,3        | 51,2      | 38,8       |
| с. ПАРТИЗАНИ      | 85,5       | 13,9      | 0,3        |
| с. ПРЕСЛАВ        | 9,6        | 64,6      | 25,5       |
| с. ЮР'ЇВКА        | 42,3       | 56,9      | -          |
|                   |            |           |            |

Наявне населення району станом на 01.12.2010 року становило 31,7 тис. осіб, у тому числі: міське населення — 12,2 тис. чол., сільське — 19,5 тис. осіб. В районі мешкало майже 10,15 тис. пенсіонерів.
Населення становило 30 938 осіб (1 жовтня 2013).

## Транспорт

### Автотранспорт
Зовнішні зв'язки реалізуються автомобільним транспортом. Територію району проходить магістральний автошлях М14E58 (Рені — Одеса — Ростов-на-Дону), довжина якого в межах району — 45,4 км. Загальна довжина транспортних шляхів з твердим покриттям районного значення — 243,9 км.

### Залізничний транспорт
Залізнична станція знаходиться в селі Єлизаветівка за 40 км від міста Приморськ і зв'язує район з Бердянським, Мелітопольським і Пологівським районами де є вузлові станції.

### Авіаційний транспорт
Найближчий аеропорт знаходиться на відстані 120 км в місті Маріуполь (з 2014 року — не працює, у зв'язку з військовими діями на сході України).

### Річковий та морський транспорт
Найближчий морський порт знаходиться на відстані 30 км в місті Бердянськ.

## Промисловість
Згідно зі статистичними даними промислові підприємства на території району відсутні.

## Сільське господарство
Для району ця галузь є провідною і визначальною через те, що Приморський край є традиційно аграрним регіоном. Розвиток сільського господарства здійснюється по двох напрямках: рослинництво та тваринництво. У 2009 році (за оперативними даними) валова продукція сільського господарства (у порівняних цінах) становить 86,05 млн грн., в т. ч: рослинництво — 72,02 млн грн., тваринництво — 14,03 млн грн.

### Сільськогосподарські підприємства
- ВАТ «Нельгівське Хлібоприймальне Підприємство»
- ТОВ «Вільний»
- ТОВ Рибальське Підприємство «Лівант»
- ПСП «Приморський»

## Соціальна сфера
Охопленість дітей дошкільними освітою становить по району — 76 %. Працюють постійно 14 дошкільних навчальних закладів району.
Одержання повної середньої освіти у районі забезпечується мережею закладів, загальною кількістю 25 одиниць (24 загальноосвітніх шкіл і 1 багато-профільний українсько-болгарський ліцей) в яких навчається 3531 учень.
Професійно-технічне училище № 54, Ногайський державний агротехнічний технікум.
З 1998 року м. Приморськ є центром проведення республіканського фестивалю «Ми — українські».
Культурне забезпечення здійснюють 58 закладів культури:
- — 24 установи клубного типу (23 — в сільській місцевості),
- — 28 бібліотек (25 — в сільській місцевості),
- — дитяча музична школа,
- — дитяча художня школа,
- — районний краєзнавчий музей,
- — 4 музеї на громадських засадах.

## Курортно-оздоровча зона
Територіально курорт Приморськ складається з 2 великих ділянок, розташованих по 2 сторони коси Обитічної. Основною є східна ділянка, яка примикає до м. Приморськ. Західна ділянка примикає до села Преслав та селища Набережне.
Комплекс закладів масового відпочинку поблизу м. Приморськ сформувався на узбережжі Азовського моря між [Великим лиманом і майданчикою хлібоприймального пункту. Відстань берегової смуги цієї дільниці становить 4 км, а загальна площа дільниці — 131 га. Ця територія використовується переважно для тривалого відпочинку дорослих та дітей. На ній розташовані бази відпочинку, дитячі оздоровчі табори, обласна фізіотерапевтична лікарня, турбаза, стоянка автотуриста, наметове містечко.
Для короткочасного відпочинку місцеве населення використовує обладнані пляжі на березі моря.
У західній частині курорту Приморськ поблизу селища Набережне, сформувався комплекс тривалого відпочинку дітей.
Примикаюча на півдні до курорту Приморськ коса Обіточна є перспективним заповідником, в зв'язку з чим її використання в рекреаційних цілях виключається.
Орлівська зона відпочинку включає бази відпочинку та дитячі оздоровчі заклади в с. Райнівка. Територія цієї зони також використовується для короткочасного відпочинку людей.

## Туристичний потенціал

### Території та об'єкти природно-заповідного фонду
До природно-заповідного фонду Приморського району входить 3 об'єкти ПЗФ загальнодержавного значення (1 національний природний парк, 2 заказники) та 8 об'єктів ПЗФ місцевого (обласного) значення (7 заказників, 1 пам'ятка природи).
- Приазовський національний природний парк
- Ландшафтний заказник «Коса Обіточна»
- Гідрологічний заказник «Приморський»[10]
- Ландшафтний заказник «Ставки з лісонасадженнями навколо»
- Ландшафтний заказник «Водосховище з лісонасадженнями навколо»
- Ботанічний заказник «Цілинна балка»
- Ботанічний заказник «Цілинна ділянка»
- Ботанічний заказник «Цілинна ділянка»
- Ботанічний заказник «Берег старого русла р. Обіточна»
- Єлисеївський пегматитовий кар'єр «Блакитні озера» («Зелена могила»)
- Солоне джерело на косі Обіточна

### Історико-архітектурні споруди
- Будинок жіночої гімназії кін. XIX — поч. XX ст.
- Будинок реального училища — поч. XX ст.

## Політика
25 травня 2014 року відбулися Президентські вибори України. У межах Приморського району були створені 32 виборчі дільниці. Явка на виборах складала — 52,07 % (проголосували 13 391 із 25 719 виборців). Найбільшу кількість голосів отримав Петро Порошенко — 30,68 % (4 108 виборців); Сергій Тігіпко — 17,93 % (2 401 виборців), Юлія Тимошенко — 8,70 % (1 165 виборців), Петро Симоненко — 7,57 % (1 014 виборців), Михайло Добкін — 7,29 % (976 виборців). Решта кандидатів набрали меншу кількість голосів. Кількість недійсних або зіпсованих бюлетенів — 3,42 %.